# Andrographinae
- Commons
- Wikispecies

Andrographinae é uma subtribo da família Acanthaceae, subfamília Acanthoideae, tribo Ruellieae.
Apresenta os seguintes gêneros:

## Gêneros
Andrographis - Cystacanthus - Diotacanthus - Graphandra - Gymnostachyum - Haplanthodes - Indoneesiella - Phlogacanthus